# Lektorium
Lektorium (z latinského lectorium) neboli chórová přepážka, letner nebo také letnýř (obojí z německého Lettner) je přepážka mezi východním chórem a chrámovou lodí u největších kostelů. Jde o tribunu s místem pro čtení a čtenářským pultem, odkud bylo laikům předčítáno Písmo, tutéž funkci  plní ambon). Sloužil také jako tribuna pro liturgický zpěv.

## Popis

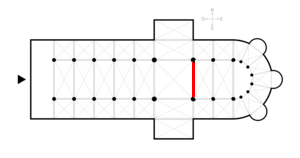
Červeně je vyznačeno umístění letneru v půdorysu chrámu.

Letner byl odstupněný dvoj- až trojetážový portál s horním ochozem krytým zábradlím, většinou trojosý, plochý nebo členěný a vystupující do prostoru, se dvěma či třemi osovými průchody a jedním schodištěm. Mohl být kamenný, cihlový, dřevěný nebo se železnými mřížemi. Často byl zdobený sochami na sloupech nebo v nikách, reliéfy nebo malbami. Někdy před ním býval umístěn oltář a nad ním visel krucifix, situace je dosud dochována v míšeňském dómu.

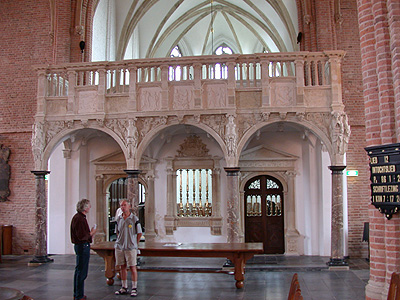
Lektorium chrámu sv. Kunery (Cunerakerk) v nizozemském městě Rhenen

Letnery byly z kostelů odstraňovány po Tridentském koncilu, protože ten stanovil, že z chrámové lodi musí být vidět na hlavní oltář. Proto se letnery dochovaly pouze v klášterních kostelech a v zemích, kde neplatila závaznost koncilních nařízení, tedy v té části Německa, v níž zvítězilo luteránství, a také ve Velké Británii, neboť tamní anglikánská církev též nepodléhala moci a vlivu papeže a koncilů. Naopak nedochovaly se v zemích, kde zvítězil kalvinismus, protože kalvínská reforma odstranila z kostelů prakticky veškeré kostelní vybavení včetně oltářů a varhan.

## Pravoslavné kostely
Obdobou letneru v pravoslavné církvi je ikonostas, zdobná zástěna, oddělující kněžiště od prostor chrámu, který je ovšem na rozdíl od zděných letnerů obvykle dřevěný a zdobený ikonami.

## Významné památky

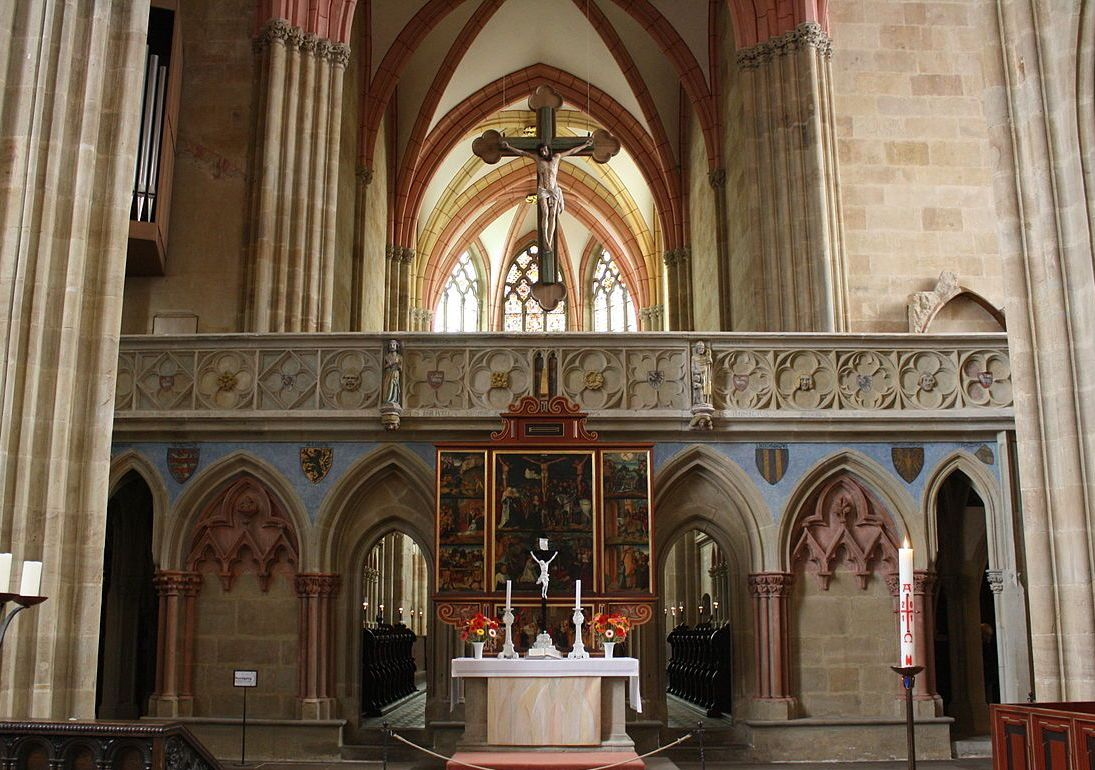
Míšeňský dóm, lektorium s oltářem sv. Kříže

- Dóm v Magdeburgu
- Dóm v Halberstadtu
- Dóm v Míšni